# Liste de pièces de Guignol
Cette liste recense les pièces écrites du répertoire théâtral de marionnettes de Guignol qui ont fait l'objet d'une publication.

## Manuscrits Vuillerme-Dunand
Parmi les œuvres de Victor-Napoléon Vuillerme-Dunand, on trouve :
- La Racine merveilleuse
- Le Conscrit
- Les Couverts volés
- Le Marchand de picarlats
- Les Frères Koc
- Tu chanteras tu ne chanteras pas
- Le Charivari
- Turlupiton
- Les Étourderies de Guignol
- Le Lingot d'or
- Guignol revenant
- La Parisienne

## Recueil Onofrio
Ouvrage anonyme de 1865, le recueil de Jean-Baptiste Onofrio, dit également Recueil d'Onofrio ou Recueil Onofrio, est publié de nouveau, signé en 1870. Il recense vingt pièces :

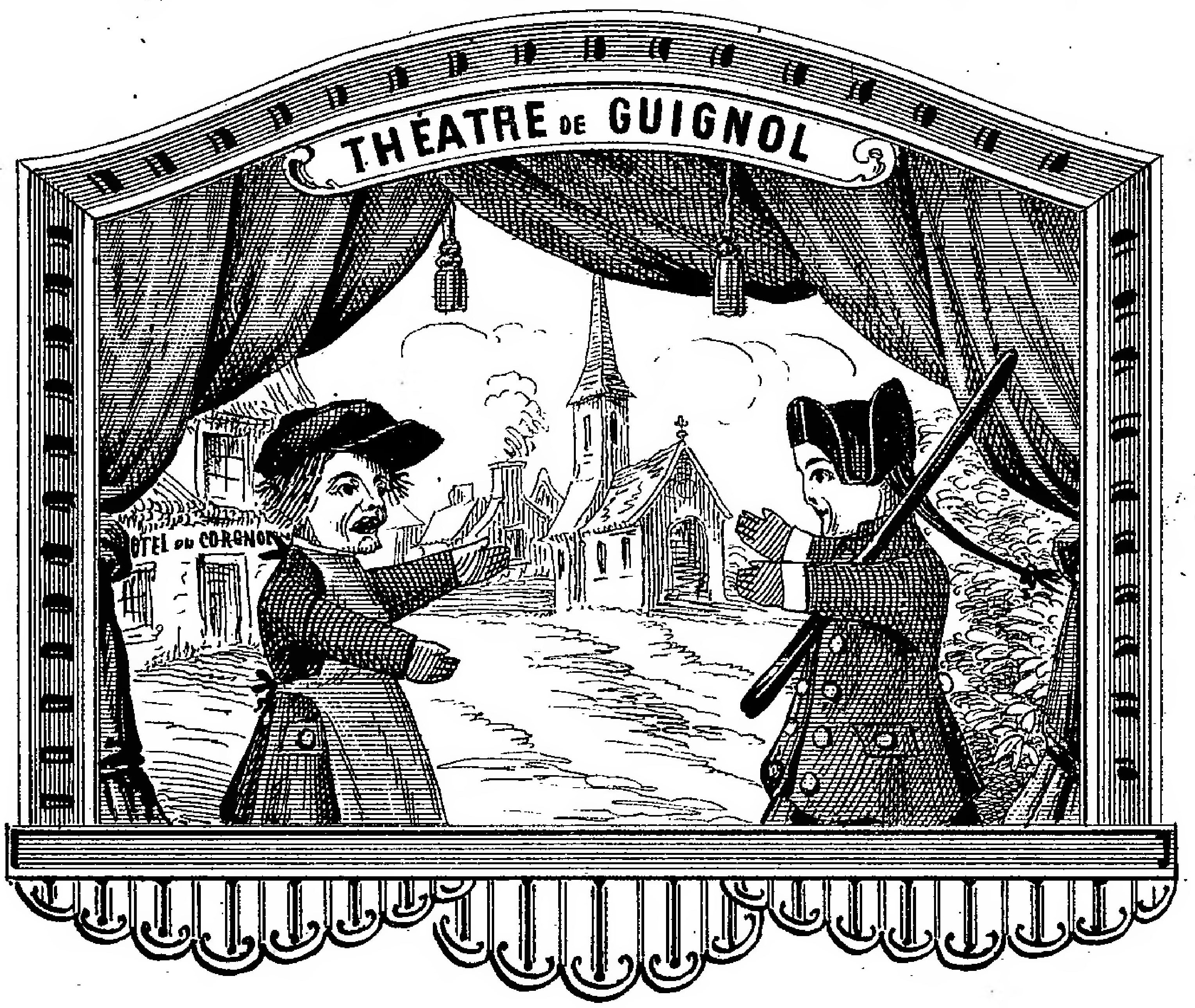
Illustration du Déménagement de Guignol, 1876.

- Les Couverts volés
- Le Pot de confiture
- Les Frères Coq
- Le Portrait de l'oncle
- Le Duel
- Le Marchand
- Un dentiste
- Le Marchand de picarlats
- Les Valets à la porte
- Le Déménagement
- Le Testament
- Le Marchand d'aiguilles
- Les Voleurs volés
- Tu chanteras, tu ne chanteras pas
- L'Enrôlement
- La Racine merveilleuse
- Le Château mystérieux
- Les Conscrits de 1809
- Ma porte d'allée
- Les Souterrains du vieux château

## Manuscrits Durafour
- Les Étourderies de Guignol
- La Tête de cochon
- L'Alchimiste
- Le Valet de chambre
- Guignol magicien
- La Demande en mariage
- Le Faux Testament
- Une ruse de Guignol
- Le Poupon abandonné

## Recueil Gaston Baty[réf.nécessaire]
- La Racine d'Amérique
- Chantera - chantera pas
- Le Testament
- La Redingote
- Le Duel
- Au Clair de la Lune
- La Consulte
- Le Déménagement

## Albert Chanay
34 pièces éditées par Max Orgeret. fonds Max Orgeret